# Colégio San Agustín
O Colegio San Agustín é uma instituição educacional peruana, localizada na cidade de Lima, capital do País. Atualmente, é dirigido pelo reverendo Pe. Senén González Martín, que ocupa o cargo desde 1996.

## História
O Colegio San Agustín foi fundado no dia 15 de março de 1903, sob a direção do Professor lgnacio Monasterio. O primeiro corpo docente era composto de 8 (oito) e o número inicial de alunos era 52 (cinqüenta e dois).
Funcionou até 1920 como um internato, com capacidade para 80 (oitenta) alunos. O Colégio permaneceu no local inicial até 1955, durante 52 anos, quando transferiu-se para o Distrito de San Isidro, em 16 de fevereiro. Ao celebrar suas Bodas de Diamante em 1978, foi inscrito no Registro de Honra do Ministério da Educação do Peru.
Em 1985, foi reinstaurada a Educação Pré-Escolar, sob a modalidade de "Educação Inicial". Em 1993, o Colégio passou a aceitar ambos os sexos (até 1992, somente meninos eram admitidos.

## Futebol
O Colegio San Agustín manteve seu departamento de futebol durante 14 (catorze) anos. Neste período, o clube conseguiu ser campeão peruano, ao vencer o Alianza Lima por 1 a 0 no dia 22 de fevereiro de 1987. Com a conquista, o Colegio San Agustín participou de uma edição da Copa Libertadores da América, em 1987.

### Títulos

#### Nacionais
- Campeonato Peruano: 1986.

### Histórico em competições oficiais
- Copa Libertadores da América: 1987.